# Ribeirão do Boi
O ribeirão do Boi é um curso de água que nasce no município brasileiro de Caratinga, no interior do estado de Minas Gerais, e deságua no rio Doce, entre Caratinga e Bom Jesus do Galho. Seu percurso de cerca de 34 km também corta os municípios de Entre Folhas e Vargem Alegre.
Sua sub-bacia conta com 350 km², 33% dos quais cobertos pela Mata Atlântica nativa, sendo considerada uma zona de amortecimento do Parque Estadual do Rio Doce e portadora de diversas lagoas de pequeno e médio porte. O curso banha uma considerável quantidade de propriedades rurais onde se cultivam milho, quiabo, jiló e outras hortaliças, além de abastecer à atividade pecuária da região e à população do distrito de Revés de Belém, em Bom Jesus do Galho. Várias fazendas recebem água ilegalmente, através de barragens e desvios não autorizados.
Em decorrência de uma seca severa e do uso desenfreado de suas águas, no entanto, boa parte de seu leito secou em maio de 2016, a partir da foz do córrego do Indaiá, bem como algumas lagoas de sua sub-bacia. Dessa forma, foi imposto regime de rodízio no abastecimento de água em Revés de Belém. As águas voltaram a correr no curso do ribeirão em novembro do mesmo ano, após a ocorrência de chuvas intensas.